# Adolphe Braun

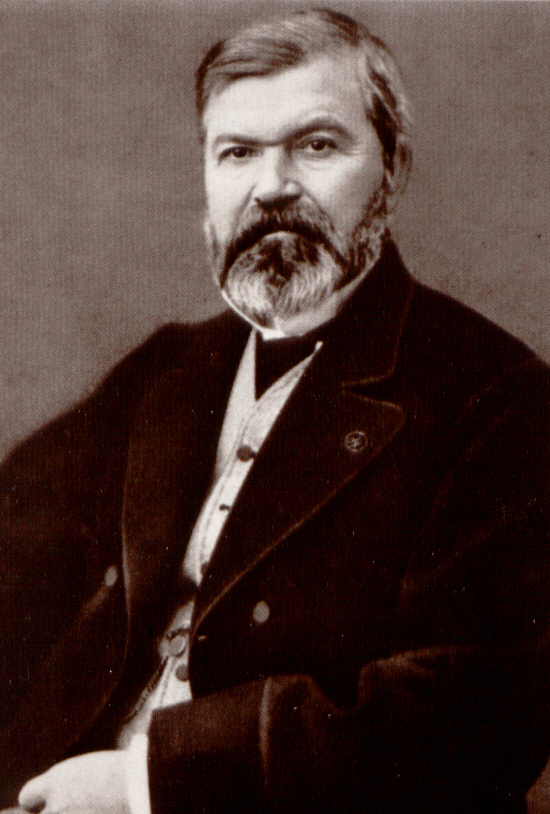
Adolphe Braun

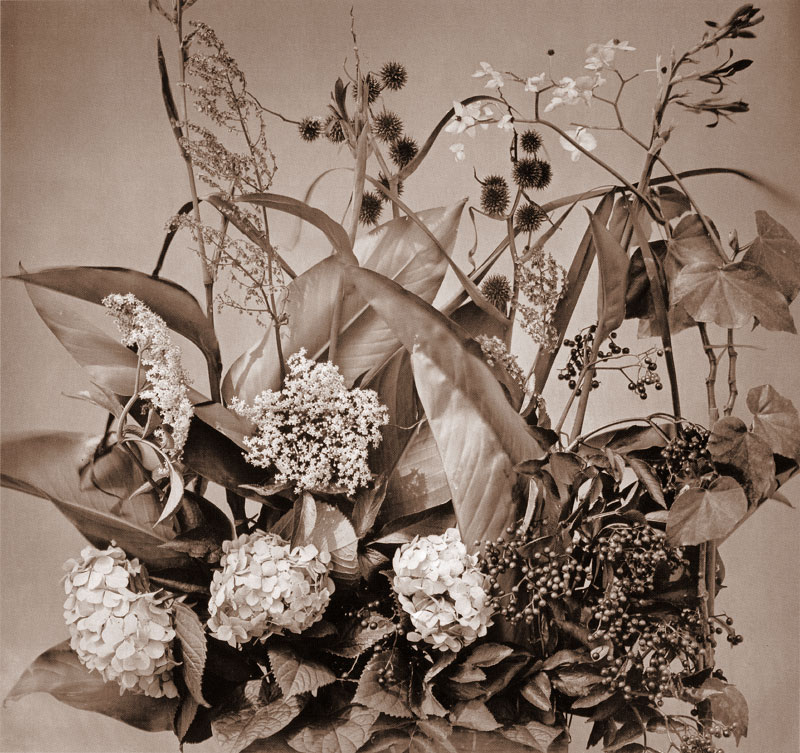
Adolphe Braun, Pflanzenstudie um 1855

Adolphe Braun (* 13. Mai 1812 in Besançon; † 1877 in Dornach) war ein französischer Textildesigner und Fotograf.

## Leben und Werk
Zunächst war Adolphe Braun Zeichner und Designer von Stoffmustern in einer Kattundruckerei in Mülhausen (Elsass). 1847 wechselte er zur Fotografie und 1850 eröffnete er in Dornach (1913 eingemeindet zu Mülhausen) ein eigenes Atelier und ab 1868 auch in Paris.
Auf der Weltausstellung in Paris im Jahr 1855 hatte er eine Serie von Blumenstillleben präsentiert, die Beachtung fand und seinen Namen in der Kunstwelt bekannt machte. Dies gilt heute als sein Durchbruch in der Fotografie.
Angesichts der enormen Popularität und Marktgängigkeit der Stereoskopie wandte sich im Jahr 1857 auch Adolphe Braun der Stereofotografie zu. Nur die ersten Stereo-Fotos nahm Braun noch selbst auf, später beschäftigte er sich vorrangig mit der Organisation und dem Vertrieb der Stereoskopien, die seine Operateure in vielen Ländern Europas aufnahmen. Brauns Sortiment umfasst schon bald fast 6.000 Aufnahmen. Braun produzierte in den 1860er Jahren neben Papier-Stereoskopien auch Stereoglasdiapositive.
Brauns Hauptinteresse lag ab den frühen 1860er Jahren zunächst in der Herstellung von topografischen Ansichten von Europa. Später wandte er sich auch der Reproduktion von Kunstwerken wie Gemälden, Zeichnungen, Lithografien, Radierungen und Skulpturen zu. Gefördert von König Ludwig II. von Bayern entstanden über 30.000 Aufnahmen berühmter Gemälde, mit denen Adolphe Braun weltweite Bekanntheit erlangte. Um die benötigten hohen Stückzahlen herzustellen, benutzte er in erster Linie das Kohledruckverfahren.
1869 wurde Adolphe Braun eingeladen, die Eröffnung des Suezkanals in Ägypten zu fotografieren. Aus diesem Anlass fertigte er auch viele der damals sehr beliebten Ansichten einer klischeehaften Vorstellung vom alten Ägypten an mit Palmenwäldern, Kamelen, Pyramiden oder der Sphinx von Gizeh. Weitere Schwerpunkte seines umfangreichen Werkes bilden die Landschaftsfotografie mit großformatigen Panorama-Ansichten, darunter häufig die Alpen, Jagdstillleben, Tierporträts oder die Darstellungen junger Frauen in verschiedenen französischen Trachten.
Auf den  fotografischen Ausstellungen erhielt er Auszeichnungen und Medaillen. Daneben hatte er einen landwirtschaftlichen Betrieb mit achtzig Kühen und zehn Pferden.
Während des Deutsch-Französischen Krieges (1870–1871) fotografierte Adolphe Braun zahlreiche Zerstörungen, vor allem in Paris und Belfort oder an Brücken. Nicht nur dokumentierte er damit Kriegsschäden, Bilder von Ruinen waren auch kommerziell rentabel. Später dokumentierte Adolphe Braun den Bau der Gotthardbahn und des Gotthard-Scheiteltunnels, die beide erst fünf Jahre nach seinem Tod fertiggestellt und in Betrieb genommen wurden.
1885 wurde Adolphe Braun mit seinem Unternehmen Ad. Braun et Co. zum offiziellen Fotografen des Louvre erklärt.
Nach seinem Tod wurde seine Arbeit von seinem Sohn Gaston Braun fortgesetzt. Der Unternehmensname änderte sich 1889 in Braun, Clément et Cie und 1910 in Braun et Cie.

## Ausstellungen
Das Stadtmuseum München und das Musée Unterlinden Colmar zeigten 2017 und 2018 eine umfangreiche Werkschau, die erstmals alle Tätigkeitsfelder Adolphe Brauns anhand von rund 400 Originalaufnahmen vorstellten.

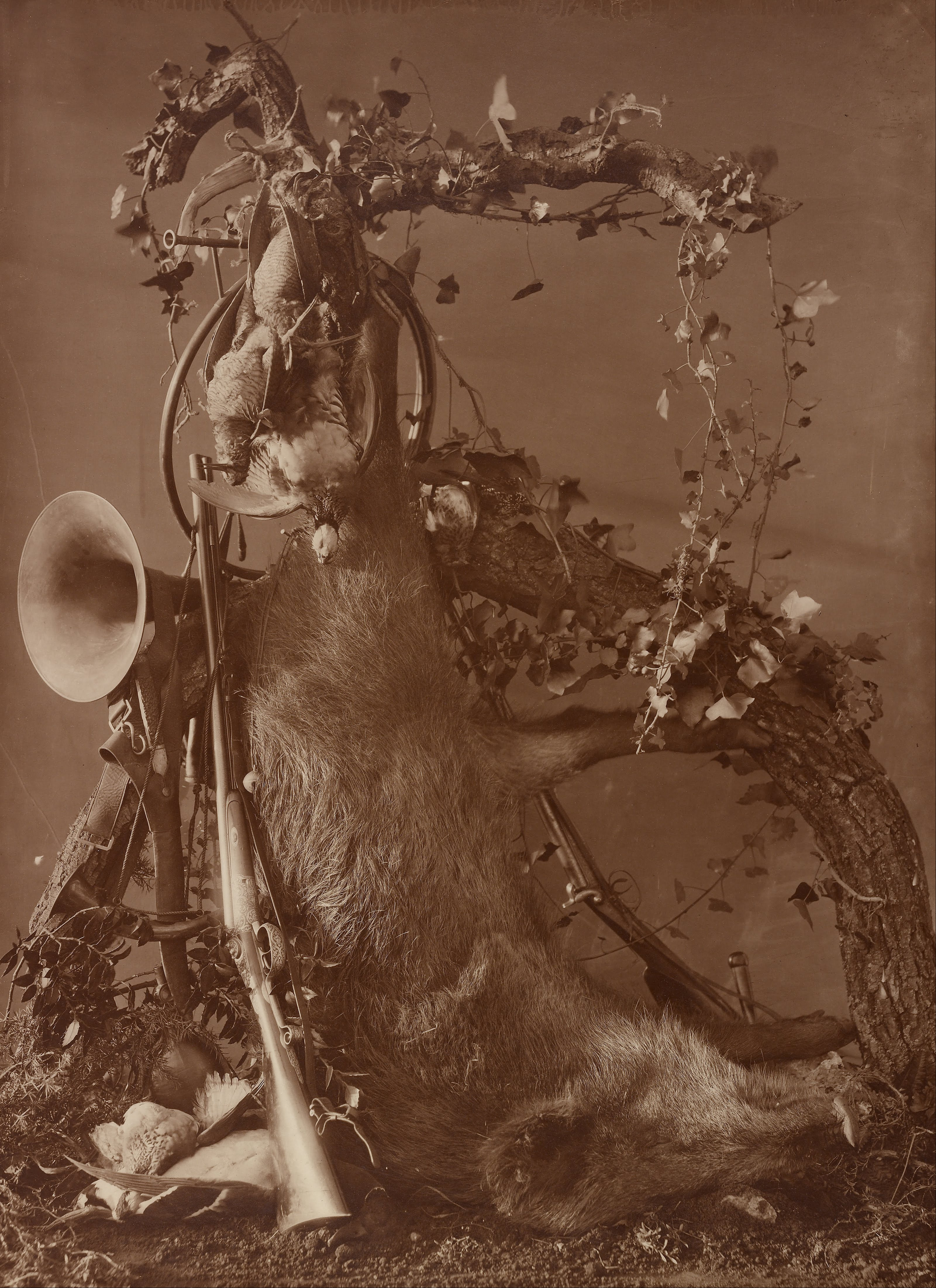
Adolphe Braun: Stillleben einer Jagdszene, 1867
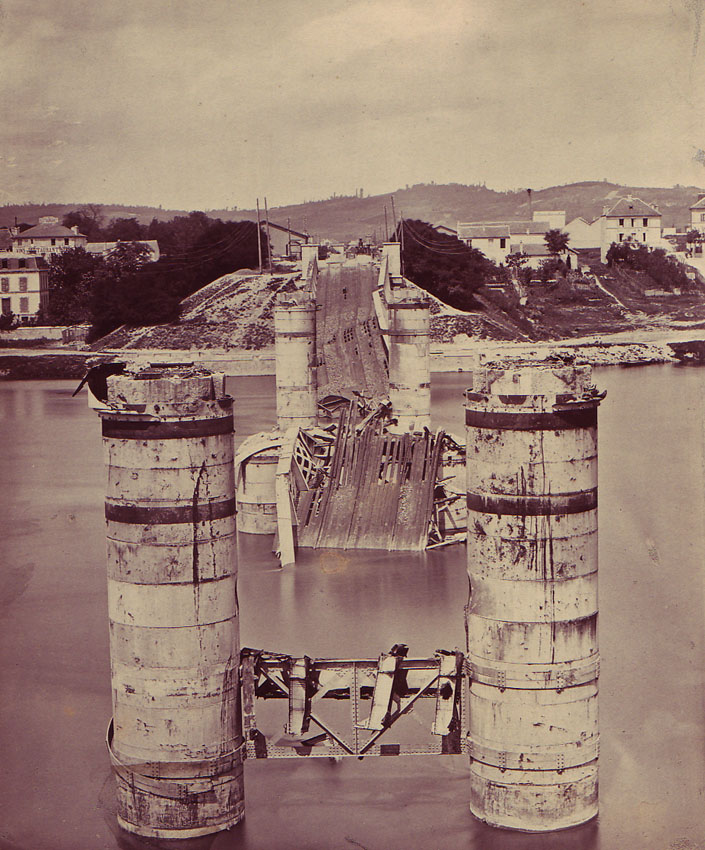
Adolphe Braun: Pont des chemins de fer, Argenteuil, 1871
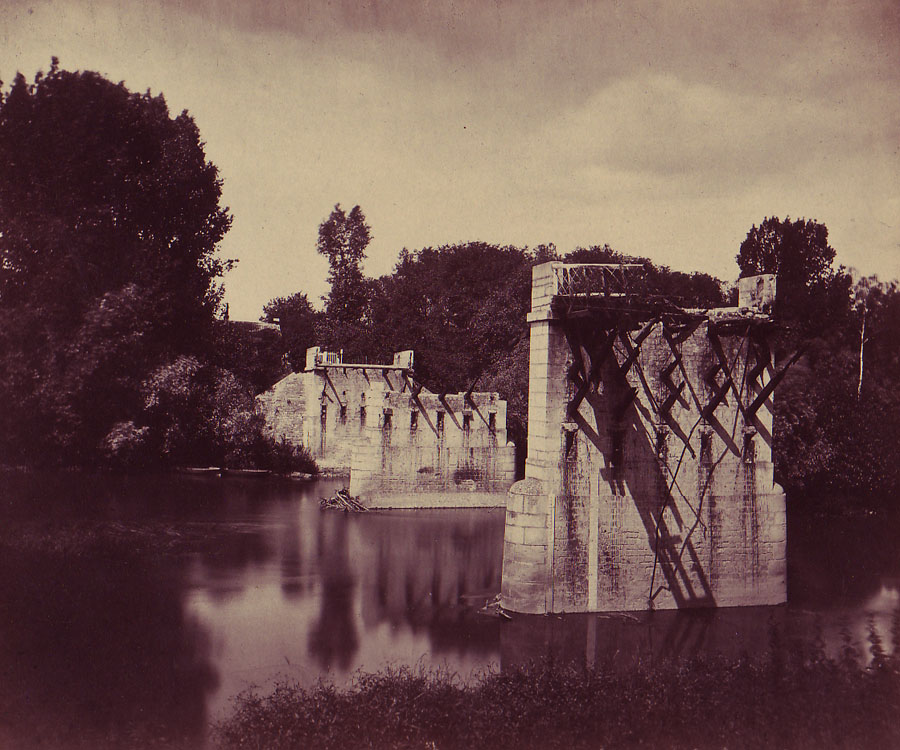
Adolphe Braun: Pont de Champigny-sur-Marne, 1871
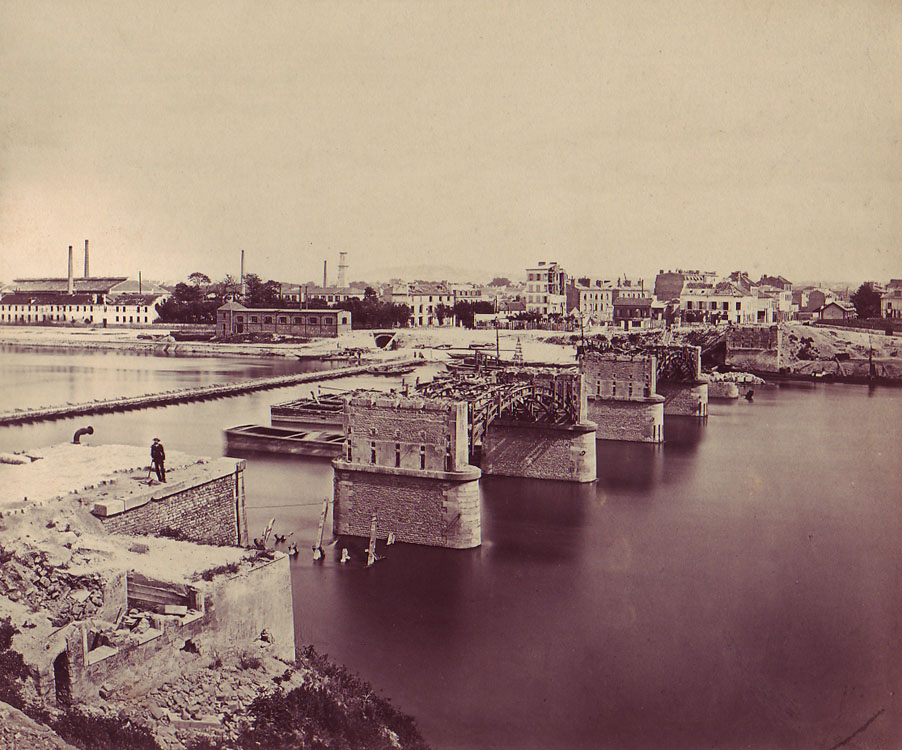
Adolphe Braun: Asnières, Chemin de fer, 1871
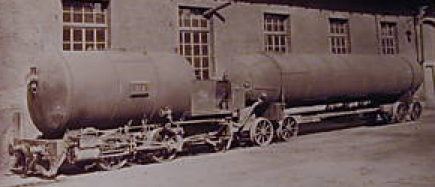
Adolphe Braun: Gotthardbahn Luftlokomotive (Ausschnitt).
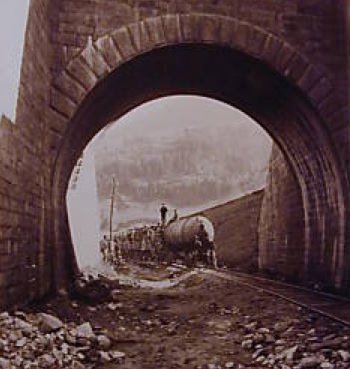
Adolphe Braun: Gotthardbahn Tunneleingang in Airolo (Ausschnitt).
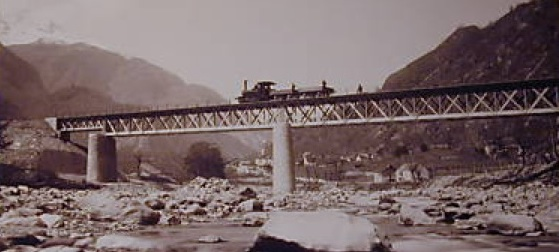
Adolphe Braun: Gotthardbahn Untere Tessinbrücke mit Giornico (Ausschnitt).
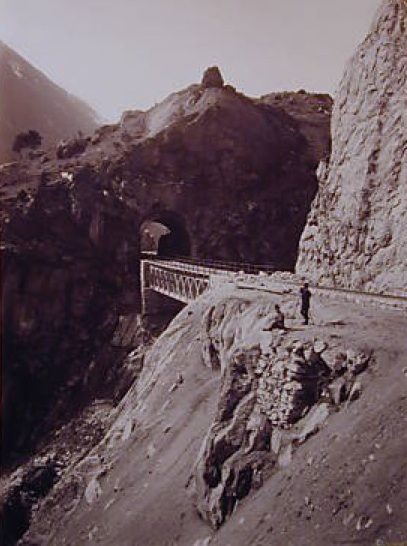
Adolphe Braun: Gotthardbahn Strahllochbrücke (Ausschnitt), ca. 1875.